# Cornelia (metropolitana di Roma)
Cornelia è una stazione della linea A della metropolitana di Roma.

## Storia
La stazione fu aperta il 1º gennaio 2000 come parte del prolungamento da Valle Aurelia a Battistini e inizialmente avrebbe dovuto chiamarsi Aurelia-Cornelia.
La stazione, posta a 50 metri sotto il livello del suolo, è la più profonda della metropolitana di Roma.

## Interscambi
- Fermata autobus ATAC e Cotral

## Servizi
La stazione dispone di:
- Biglietteria automatica
- Servizi igienici